# Standaardstreekbus

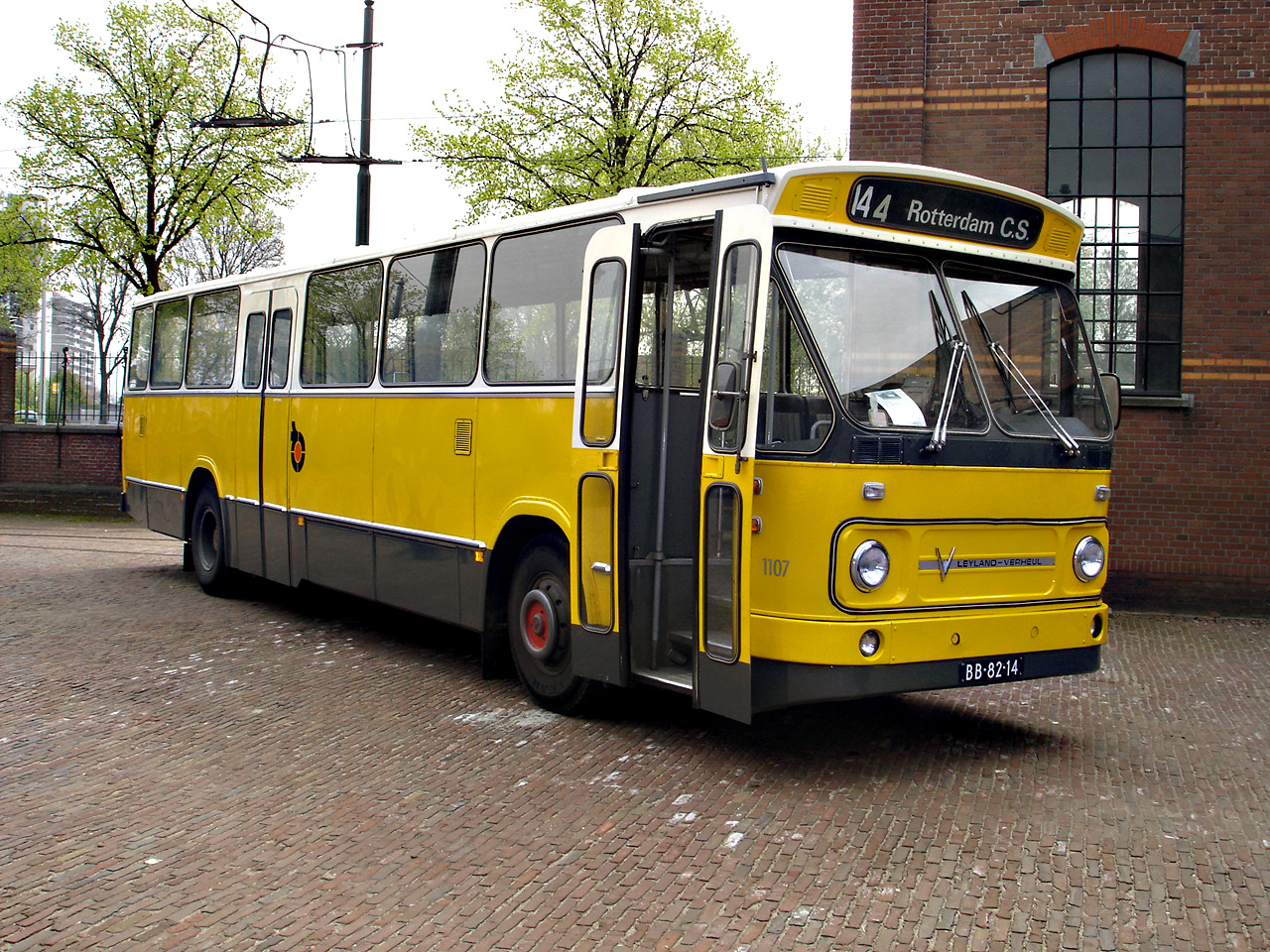
Een Leyland-Verheul LVB668 uit de eerste serie van 1967-1968.

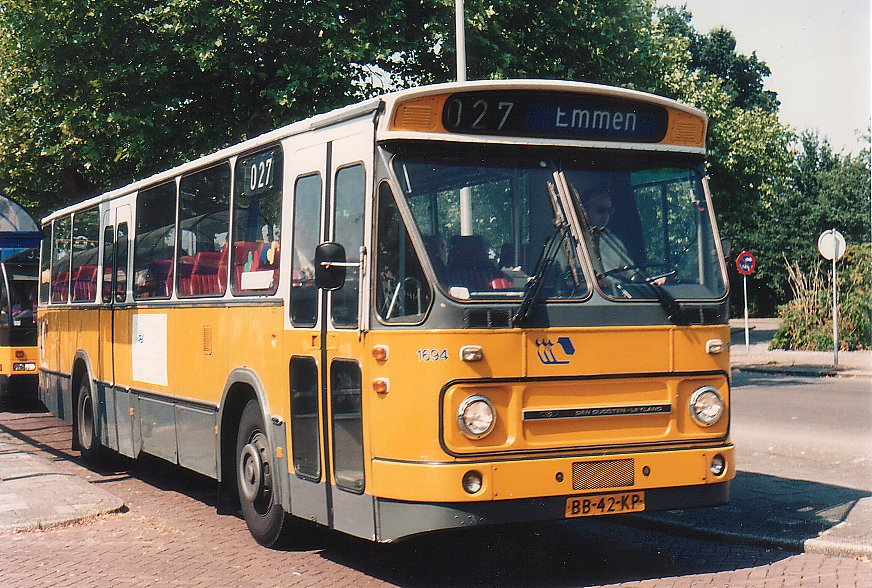
Een 12 meter lange Leyland-Den Oudsten-standaardstreekbus van de DVM. Deze bus (nr. 1694) kwam in 1980 in dienst.

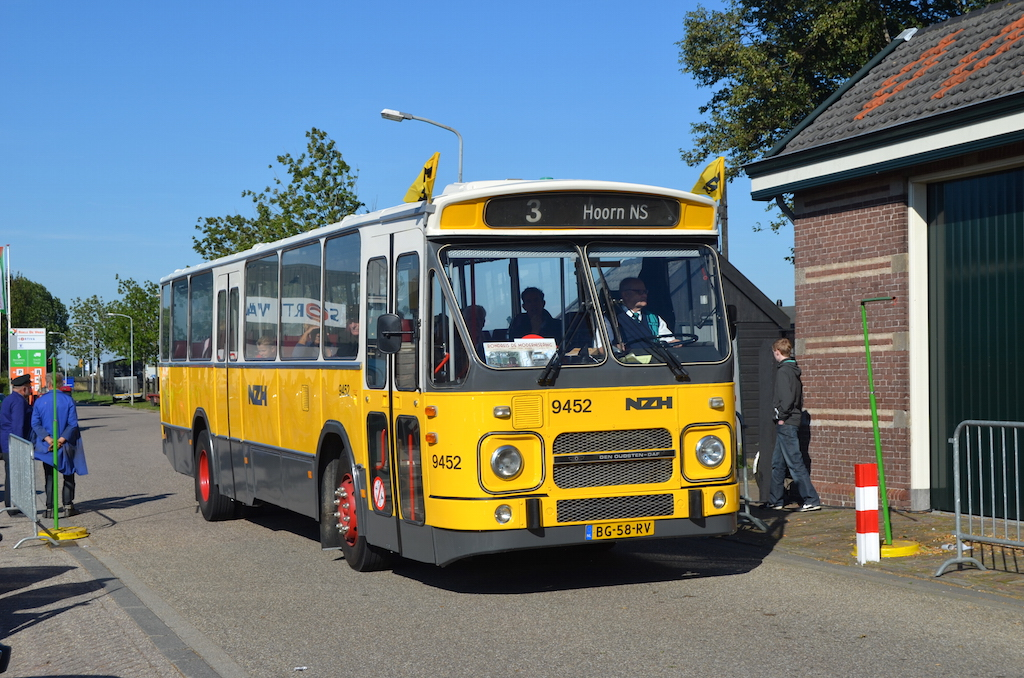
NZH-bus 9452 te Wognum.

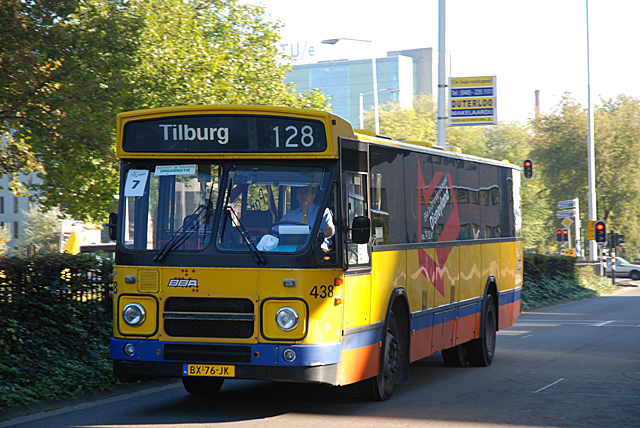
Een MB200 van BBA met vergrote filmkast.

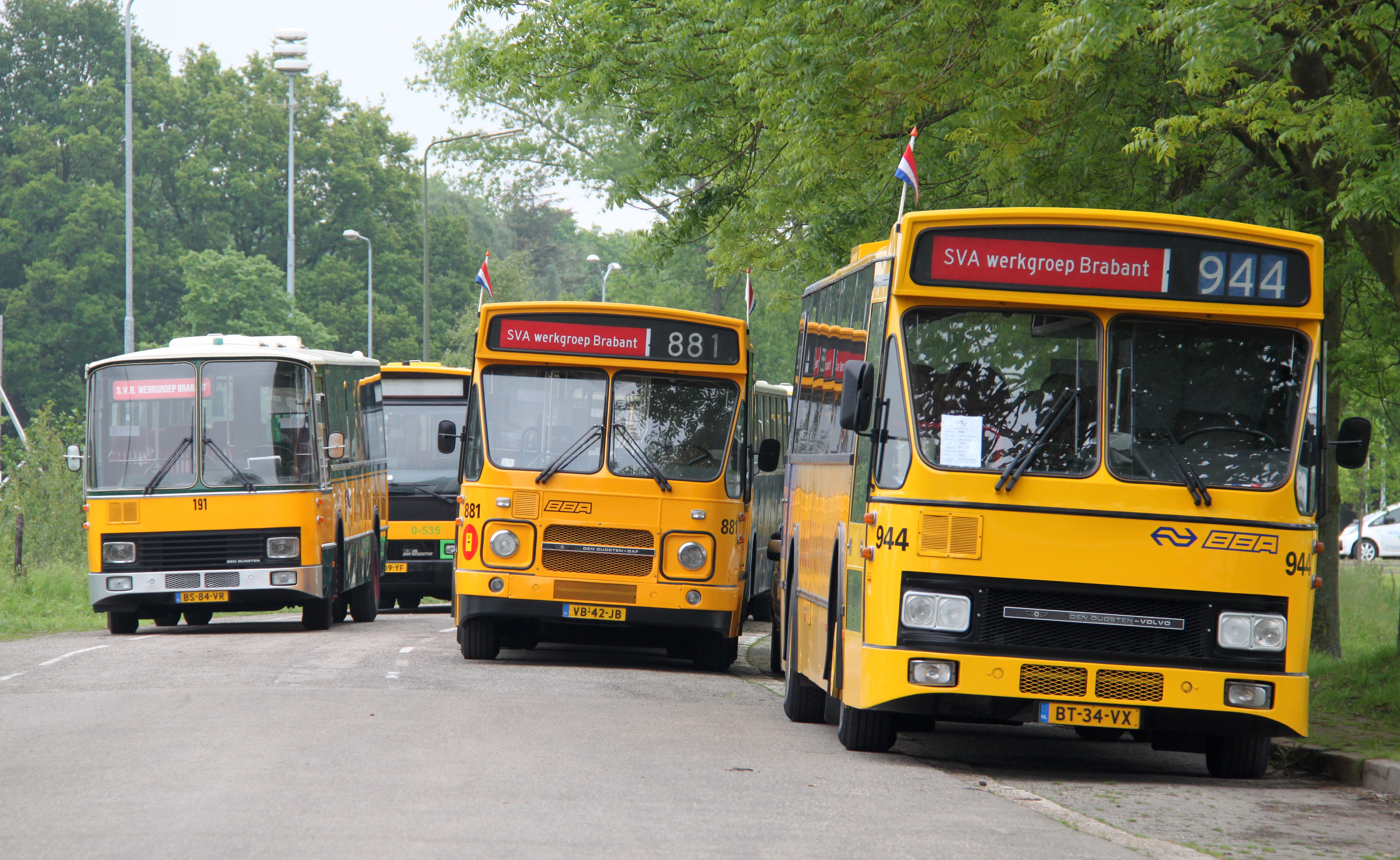
Verschillende fronten van standaardstreekbussen.

De standaardstreekbus (ook vaak geschreven als standaard streekbus) was een Nederlandse streekbus die werd gebouwd van 1967 tot 1988. Samen met de CSA-stadsbussen waren deze jarenlang beeldbepalend voor het Nederlandse stads- en streekvervoer.

## Standaardisering

### Voorgeschiedenis
Standaardisering in het Nederlandse streekvervoer was niet nieuw. "De" standaardstreekbus die in 1967 door busbouwer Verheul in samenwerking met de Nederlandse Spoorwegen (toen nog het moederbedrijf van vele busondernemingen) werd geïntroduceerd, was slechts een volgende fase in een al tientallen jaren lopend proces. In de jaren veertig, vijftig en zestig werden in opdracht van het Inkoopbureau van de NS grote hoeveelheden bussen centraal ingekocht en over de dochterondernemingen verdeeld. De Leyland-Verheul LVB668-standaardbus van 1967 was geëvolueerd vanuit standaardtypen die vanaf omstreeks 1955 in productie waren en in de tussenliggende jaren regelmatig waren gemodificeerd.
De bussen die de NS-dochters sinds de late jaren veertig aanschaften waren van een beperkt aantal merken (Crossley, Scania-Vabis en Ford, later AEC en vooral Leyland en DAF). Zij werden gebouwd door carrosseriefabrieken als Werkspoor, Verheul, Hainje en Den Oudsten die zich moesten houden aan specificaties die de NS-bedrijven hadden vastgesteld. Hierdoor ontstond een grote mate van standaardisatie en waren veel onderdelen bruikbaar voor verschillende autobustypen. Doordat het Centraal Autoherstelbedrijf (CAB) te Utrecht (ook een NS-dochter) zowel de ontwerpfase als het onderhoud coördineerde, was al voor 1950 een efficiënte en gestandaardiseerde technische bedrijfsvoering ontstaan.
In de jaren zestig ontstond de behoefte aan modernere bussen. Door de stijgende welvaart verloor de bus steeds meer terrein in de concurrentieslag met de auto. Vooral op het gebied van comfort liet de bus veel te wensen over. In het niet bij de NS aangesloten deel van het streekvervoer (een gestaag slinkende maar toch grote minderheid) stelden de vele verschillende bustypen de vervoerders ook voor problemen met moeizaam onderhoud, omdat kennis en materiaal voor vele verschillende bussen nodig was. Niet alleen waren nieuwe bussen noodzakelijk, ook een nog breder verbreide standaardisatie was gewenst om onderhoud te vergemakkelijken. Leyland had al begin jaren 50 een nieuw chassis ontwikkeld met een underfloor motor en een trambusmodel met de instap voor de vooras. In de jaren 50 kwam Verheul met een nieuwe zelfdragende carrosserie, die het mogelijk maakte lichtere bussen te bouwen. In 1958 kwam Werkspoor met de nieuwe zwenkzwaaideuren. Elk van beide fabrieken ontwierp een opvallende anti-reflex voorruit: Verheul een geknikte en Werkspoor een gekromde. Deze en meer innovaties werden gebruikt bij het ontwerpen van nieuwe autobustypen zoals de 'bolramer-streekbus' van Werkspoor en de '(Royal) Holland Coach' van Verheul. Beide zelfdragende typen maakten gebruik van Leyland-componenten. De honderden bussen die ervan gebouwd zijn, waren de voorlopers van de standaard-streekbus van 1967.

### Bouwwijze
Deze bus kreeg de typeaanduiding LVB 668. Dit stond voor Leyland-Verheul Bus met een wielbasis van 6 meter en een Leyland 0.680 dieselmotor. Het ging om bussen met een zelfdragende constructie van Verheul met componenten van Leyland. De carrosserievorm was ontworpen door P. van der Bas van Verheul. De nummering van de bussen was door de afdeling Vervoerscoördinatie van de NS, later ESO, eveneens gestandaardiseerd. Deze eerste bussen voor onder andere NZH, Citosa, LTM en Zuidooster kregen de nummers 1000-1129. Snel kwamen ook Leyland-bussen met een zelfdragende opbouw van Den Oudsten, de Leyland-Den Oudsten LOB.
DAF kwam aan het einde van de jaren 60 met het MB200-chassis waarop een opbouw van Den Oudsten werd gezet. In tegenstelling tot de 'Leyland-achtigen' ging het bij DAF dus niet om zelfdragende bouw. In de beginjaren waren de meeste bussen van het merk Leyland, maar geleidelijk kreeg DAF de overhand omdat Leyland prijstechnisch niet langer kon concurreren met DAF en omdat de service en kwaliteit achteruit gingen. De laatste bus met Leyland-componenten werd in 1981 geleverd. Uiteindelijk werd het grootste deel van de standaardstreekbussen op chassis van DAF gebouwd. Het meest gebruikt waren de DAF MB200 DKDL600 en DKDL564. Laatstgenoemd type had een kortere wielbasis, waardoor een bredere instapdeur mogelijk was. Ook Mercedes en Volvo leverden onderstellen voor de standaardstreekbus, maar veel minder dan Leyland en DAF. Voor het KLM-Autobusbedrijf werd een variant van de standaardbus gebouwd met een Neoplan-chassis.

### Carrosserie
De eerste carrosseriebouwer van de standaardstreekbus was Verheul te Waddinxveen/Gouda, een onderdeel van Leyland. In 1970 brandde de fabriek van Verheul uit en werd de productie gestaakt. Dit betekende de opkomst voor Den Oudsten te Woerden en deze werd de grootste bouwer van carrosserieën voor de standaardstreekbus. De eerste bussen met zelfdragende carrosserie werden met Leyland-componenten gebouwd met de aanduiding LOB (Leyland-Den Oudsten Bus). Andere grotere bouwers waren Hainje te Heerenveen (tegenwoordig VDL Bus Heerenveen) en de Belgische bussenbouwers Van Hool te Koningshooikt en Jonckheere te Roeselare (nu VDL Bus Roeselare). Ook twee niet meer bestaande, in Montfoort gevestigde kleinere carrosseriefabrieken Domburg en Van Rooijen hebben een aantal van deze bussen geleverd.

## Varianten

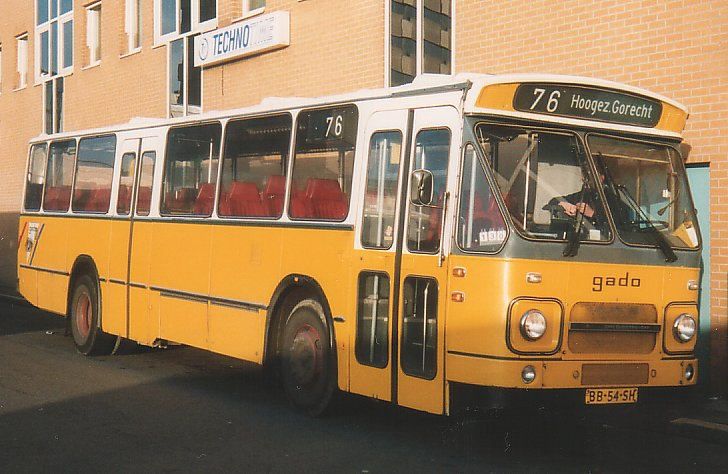
Bus 8899 van de GADO te Groningen. Het is een 12-meter DAF-Den Oudsten MB200 uit 1981.

In totaal werden er 5574 standaardstreekbussen gebouwd. Hoewel de term "standaard" anders doet vermoeden, waren er verschillende varianten in omloop.
De eerste standaardstreekbussen hadden een smalle instap met dubbele deuren en een brede achteruitstap. Later is overgegaan op een brede instap met twee deuren. Elke deur had twee ruiten. In 1984 kwamen bussen met één ruit (zowel smalle als brede deuren) en de laatste generatie bussen had een eenbladsdeur. Er waren ook varianten met de uitstapdeur helemaal achterin. Ook bestonden er varianten met drie deuren, vaak bedoeld voor een stadsdienst. Deze bussen hadden een smalle instapdeur, een brede uitstapdeur in het midden en een smalle uitstapdeur achterin. De typische standaardstreekbus was ongeveer 11,84 meter lang en had 45 zitplaatsen (41 met een stabalkon in het midden) en bood plaats aan maximaal 80 reizigers.
Vanaf 1971 werd een semi-toervariant geleverd bedoeld voor dagexcursies. Deze leken veel op de lijnbussen maar hadden een verhoogde vloer, een luxer interieur en een geknikte ruit achter de chauffeur. Hiervan bestonden ook subvarianten zonder uitstapdeur. Deze waren lastig te combineren met de gewone lijndienst. Deze variant werd tot 1982 gebouwd, toen duidelijk werd dat deze semi-toerbus (of "veredelde streekbus") niet opgewassen was tegen het comfort van echte touringcars.
Vanaf 1976 werden gelede bussen gebouwd. De eerste versies voor streekvervoerder Westnederland hadden een onderstel van Mercedes en een opbouw van Den Oudsten met vier deuren. Voor de Flevodienst bouwden Volvo en Jonckheere gelede wagens met twee deuren en Den Oudsten bouwde op een verlengd MB200 (MBG205 DKFL530)-chassis van DAF later gelede wagens met drie deuren.
Er werden ook kortere varianten geleverd, vooral bedoeld voor stadsdiensten of minder drukke streeklijnen. Deze kregen de aanduiding "S" voor stad of "K" voor kort. De eerste bussen van deze variant waren de Leyland-LOS (alleen voor Leeuwarden), de Leyland-LOK en de DAF-DOK met opbouwen van Den Oudsten. Ze waren 10,6 meter lang. Later ontwikkelde Den Oudsten een nieuwe variant als korte semi-toerbus op Leyland-LOK. Hiervan werd ook één prototype gebouwd op een verkort MB200-chassis van DAF.
Voor de B-wegen werden smallere bussen gebouwd met een maximale breedte van 2,20 meter. DAF maakte hiervoor eerst gebruik van zijn oude B1600-chassis bij een aantal bussen voor de RTM met een opbouw van Verheul. Later koos men de TB160, waarvan de opbouw werd geleverd door Den Oudsten. De FRAM en de NZH hadden zulke bussen. Het ging in feite om aangepaste vrachtwagenchassis' met verticale ("staande") motor voorin naast de chauffeur. 
In 1986 werden twee hybride bussen op het Volvo B10M-55-Cumulo chassis gebouwd voor de TET in Enschede. Bij deze testbussen werd de remenergie in twee tanks opgeslagen. Vanuit deze tanks werd bij het optrekken een hydrostatische motor aangedreven. Dit systeem werd ook in Stockholm (SL) en Londen (LT) getest. Na twee jaar werd dit systeem verwijderd. De opbouw werd geleverd door Den Oudsten.
Speciaal voor het KLM Autobusbedrijf werden bussen met een Neoplan N316NL-chassis gebouwd met een opbouw van Den Oudsten. De eerste van deze bussen kregen een gewone lijndienstuitvoering. Latere bussen kregen een speciale "KLM-kop". Den Oudsten bouwde deze opbouw later ook op MB200-chassis als semi-toerwagen. De wagens hadden een verhoogde vloer om extra bagageruimte te maken. Gewone streekbussen in de 3800- en 3900-serie kregen een halve KLM-kop, dat wil zeggen wel het KLM-front, maar gewone voorruiten.
In tegenstelling tot de CSA-stadsbussen, die snelheden behaalden van ruim 60 km/uur (met enkele uitzonderingen die snelheden haalden van ruim 80 km/uur), kon de standaardstreekbus, die van tijd tot tijd ook de snelweg op moest, snelheden behalen van boven de 100 km/uur.
Vervoerder Centraal Nederland (CN) liet vanaf 1986 nieuwe standaardstreekbussen anders afwerken. De filmkast werd vergroot (naar het voorbeeld van ZABO-bussen van BBA), zonwerende ruiten, stoffen bekleding voor de stoelen, volledig automatische versnellingsbak en een geknikt stuur. Deze bussen hadden een smalle instap met een eenbladsdeur. Toen de BBA op de standaardstreekbus overstapte, nam ook dit bedrijf deze variant in dienst.

## Einde

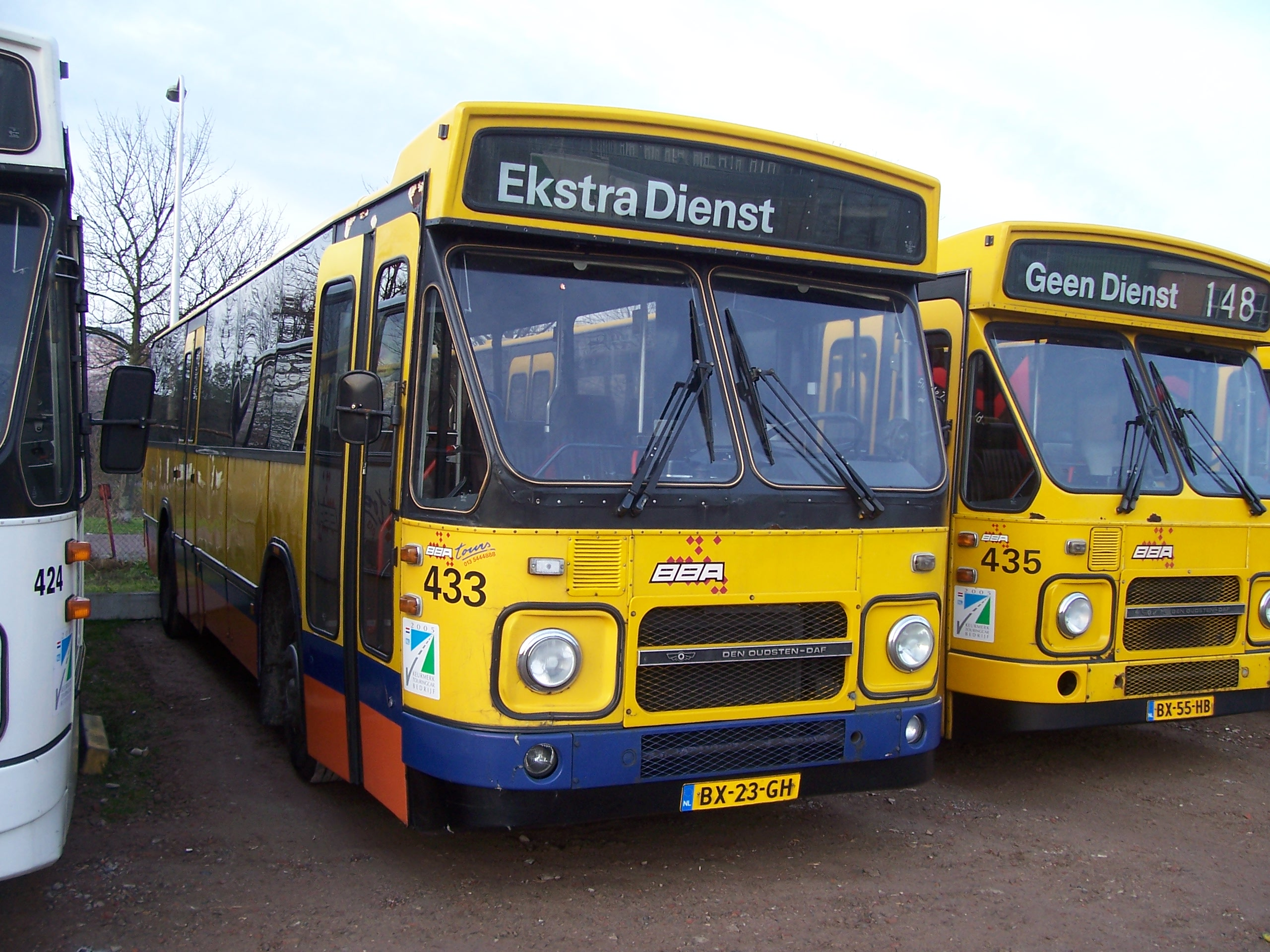
BBA was een van de laatste vervoersbedrijven die de standaardstreekbus inzetten in de gewone lijndienst. De laatste bussen gingen bij BBA pas in 2008 buiten dienst.

Het uiterlijk van de standaardstreekbus werd langzaam als ouderwets ervaren. Het doek viel toen DAF kwam met het nieuwe MB230- en het SB220-chassis. Hainje en Den Oudsten ontwikkelden hiervoor nieuwe carrosserieën. De Den Oudsten B88 werd gezien als de opvolger van de standaardstreekbus en Centraal Nederland zegde bestelde bussen af en plaatste een nieuwe order voor de B88.
De laatste standaardstreekbussen werden geleverd aan de VAD en de BBA in 1987 en 1988. De VAD kreeg de laatste geproduceerde 12 meter wagens (3924-3931). De BBA kreeg de laatste gelede wagens. Dit waren de 877-881 (ESO 7652-7656). De standaardstreekbussen bleven echter nog lang in dienst en waren zelfs na 2000 nog actief in het streekvervoer, meestal in de reservevloot. Vooral Arriva zette in 2003, na binnenkomst op de Nederlandse markt, op grote schaal oude standaardstreekbussen in. Deze zijn buiten dienst gesteld naarmate nieuwe bussen instroomden.
In 2006 is bijna de gehele vloot standaardstreekbussen buiten dienst gesteld. Alleen BBA had nog enkele bussen achter de hand. Deze werden voornamelijk ingezet bij BBA-Tours, en waren tot en met 2008 nog regelmatig in de (spits)lijndienst te vinden. Veolia heeft in 2007 twee concessies in Noord-Brabant gewonnen en had daarvoor nieuwe bussen besteld, dus werden oude bussen, waaronder de standaardstreekbussen, vervangen. Tot 2008 reden er echter nog steeds enkele standaardstreekbussen voor BBA in de regio Eindhoven. Met de concessieovergang naar Hermes op 14 december 2008 verdwenen deze bussen uit de reizigersdienst.

## Leven na de lijndienst
Veel standaardstreekbussen zijn lange tijd in de reservevloten van vervoerders gebleven voordat ze verkocht werden. Ook hier zijn ze geleidelijk aan verdwenen. Enkele bussen gingen naar toerbedrijven voor spits- en scholierenritten. Het kwam ook voor dat een standaardstreekbus werd omgebouwd tot cabrio. Een dergelijk exemplaar is in bezit bij de Haagse HTM en bij het Nationaal Bus Museum in Hoogezand (GADO 2783).
De standaardstreekbus is ook in trek bij particulieren. Zo zijn er redelijk wat bussen omgebouwd tot motorhome of camper. Ook de Achterhoekse formatie Normaal gebruikte in het begin van de jaren 90 een standaardstreekbus.
Vanaf 1986 doet de standaardstreekbus, zowel de Leyland- als de DAF-variant, ook dienst als safaribus bij Safaripark Beekse Bergen. Momenteel zijn er op het Safaripark nog 8 DAF-Den Oudsten en 1 DAF-Hainje MB200 streekbus in dienst, naast 7 nieuwere bussen (SB220 B88/B96).
Een groot deel van de bussen werd geëxporteerd. Zo zijn er standaardstreekbussen aan te treffen in onder andere Algerije, België, Congo-Kinshasa, Cuba, Congo, Curaçao, Engeland (en via Engeland naar Gambia en Nigeria), Joegoslavië (Bosnië), Marokko, Polen, Portugal, Roemenië, Rusland, Sierra Leone, Suriname, Tanzania, Vietnam.

## Standaardstreekbussen in museaal en particulier bezit
De standaardstreekbus is goed vertegenwoordigd in busmusea, maar ook (al dan niet omgebouwd) in bezit van bedrijven en/of particulieren.

### Leyland LVB/LOB/LOS/LVS
| Nummer | Serie     | Bedrijf            | Bouwjaar | Kenteken | Bewaard door                            | Opmerking                                                                | Afbeelding |  |
| ------ | --------- | ------------------ | -------- | -------- | --------------------------------------- | ------------------------------------------------------------------------ | ---------- |  |
| 1000   | 1000-1129 | NZH                | 1968     | BB-53-44 | NZH-Vervoermuseum                       |                                                                          |            |  |
| 1107   | 1000-1129 | Citosa             | 1968     | BB-82-14 | Haags Bus Museum                        |                                                                          |            |  |
| 1113   | 1000-1129 | Zuidooster         | 1968     | BB-83-60 | Stichting Veteraan Autobussen           |                                                                          |            |  |
| 1121   | 1000-1129 | NOF                | 1968     | BB-83-47 | Nationaal Bus Museum                    | Zwaar beschadigd bij aanrijding. Gesloopt (2014). Voormalige Citosa 1111 |            |  |
| 22     |           | GVA                | 1968     | ZJ-12-15 | Stichting Veteraan Autobussen           |                                                                          |            |  |
| 6      | 1-17      | GVG                | 1968     | BB-87-69 | Busmuseum van IJsseldijk                | Voorheen van MUSA                                                        |            |  |
| 7      | 1-17      | GVG                | 1968     | AB-99-99 | Nationaal Bus Museum                    |                                                                          |            |  |
| 2086   | 2000-2723 | Westnederland      | 1970     | AS-80-47 | Stichting Veteraan Autobussen           |                                                                          |            |  |
| 5518   |           | Zuidooster         | 1970     | AV-98-30 | Stichting Veteraan Autobussen           | Toerwagen                                                                |            |  |
| 5509   | 5501-5691 | Centraal Nederland | 1971     | BJ-52-85 | Nationaal Openbaar Vervoermuseum        |                                                                          |            |  |
| 5548   | 5501-5691 | Zuidooster         | 1971     | BJ-80-75 | Stichting Veteraan Autobussen           |                                                                          |            |  |
| 1605   | 1601-1612 | Maarse & Kroon     | 1971     | BJ-95-33 | Stichting Veteraan Autobussen           | Voorheen van MUSA                                                        |            |  |
| 5614   | 5614-5615 | GADO               | 1974     | GB-85-68 | Particulier Camper                      |                                                                          |            |  |
| 5615   | 5614-5615 | GADO               | 1974     | GB-85-66 | Particulier Camper                      |                                                                          |            |  |
| 2783   | 2731-2939 | GADO               | 1975     | 34-XB-53 | Nationaal Bus Museum                    | Als cabriobus                                                            |            |  |
| 5649   | 5501-5691 | NZH                | 1976     | 94-48-HB | Stichting Nederlandse Autobus Oldtimers |                                                                          |            |  |
| 74     |           | VAGU               | 1976     | 50-71-UB | Stichting Autobus Museum Oudewater      | Toerwagen, inmiddels gesloopt                                            |            |  |
| 5677   | 5501-5691 | Westnederland      | 1976     | 57-29-PB | Nationaal Bus Museum                    | Werkwagen                                                                |            |  |
| 57     | 5501-5691 | DVM                | 1977     | 29-90-XB | Nationaal Bus Museum                    |                                                                          |            |  |
| 2747   |           | FRAM               | 1977     | 37-57-UB | Nationaal Openbaar Vervoermuseum        | Toerwagen, inmiddels gesloopt                                            |            |  |
| 2751   |           | GADO               | 1977     | 79-24-SB | Youngtimerbussen                        | Toerwagen                                                                |            |  |
| 76     |           | VAGU               | 1977     | 88-58-SB | Haags Bus Museum                        | Toerwagen (later als WN 2742)                                            |            |  |
| 2750   |           | ZWN                | 1977     | 46-76-UB | RTM Oudorp                              | Toerwagen ex RTM 107, voorheen Autobusmuseum Oudewater                   |            |  |
| 2692   | 2000-2723 | FRAM               | 1978     | 36-FB-39 | Nationaal Bus Museum                    |                                                                          |            |  |
| 1155   | 1150-1199 | ZWN                | 1979     | 92-JB-05 | Stichting Romeo                         |                                                                          |            |  |
| 1671   | 1625-1712 | FRAM               | 1980     | 12-XB-57 | Nationaal Bus Museum                    |                                                                          |            |  |
| 55     | 55-60     | Nefkens            | 1980     | 10-VB-19 | Stichting Veteraan Autobussen           | later VAD 1755                                                           |            |  |
| 1759   | 55-60     | VAD                | 1980     | 10-VB-21 | Nationaal Bus Museum                    | ex Nefkens 59                                                            |            |  |
| 1698   | 1625-1712 | DVM                | 1981     | BB-31-LD | Stichting Museumbus 1698                |                                                                          |            |  |

### DAF
| Nummer | Serie     | Bedrijf            | Bouwjaar | Kenteken | Bewaard door                                  | Opmerking                                                   | Afbeelding |
| ------ | --------- | ------------------ | -------- | -------- | --------------------------------------------- | ----------------------------------------------------------- | ---------- |
| 82     | 81-88     | RTM                | 1968     | ZJ-15-65 | RTM Ouddorp                                   | Wacht op restauratie                                        |            |
| 87     | 81-88     | RTM                | 1970     | AN-93-95 | Stichting Romeo                               | In restauratie                                              |            |
| 88     | 81-88     | RTM                | 1970     | AN-96-72 | RTM Ouddorp                                   | Voorheen Autobusmuseum Oudewater, inmiddels gesloopt (2014) |            |
| 6915   | 6993-6805 | NZH                | 1972     | DN-05-15 | NZH Vervoer Museum                            |                                                             |            |
| 6888   | 6993-6805 | NZH                | 1972     | DN-76-48 | Stichting Busmuseum                           | Als infobus                                                 |            |
| 6882   | 6993-6805 | NZH                | 1972     | 28-93-DB | NZH-Vervoermuseum                             | Als infobus                                                 |            |
| 1261   | 1200-1383 | Centraal Nederland | 1975     | 64-75-HB | Nationaal Openbaar Vervoermuseum              | Is inmiddels gedemonteerd                                   |            |
| 174    | 167-176   | GVA                | 1975     | 54-02-FB | Stichting Veteraan Autobussen                 | Trolleybus                                                  |            |
| 6662   | 6699-6627 | Zuidooster         | 1978     | 86-AB-58 | Stichting Busmuseum                           | Toerwagen                                                   |            |
| 8368   | 8000-8899 | Westnederland      | 1978     | 54-FB-32 | Particulier                                   | Afwachting van restauratie                                  |            |
| 6482   | 6400-6499 | GADO               | 1980     | 12-UB-88 | Jan Klaver Camper                             | GADO, AOC Terra                                             |            |
| 6635   | 6699-6627 | Centraal Nederland | 1980     | 55-TB-84 | Stichting BRAM                                | Toerwagen                                                   |            |
| 8616   | 8000-8899 | GADO               | 1980     | 74-SB-90 | Nationaal Bus Museum                          |                                                             |            |
| 1363   | 1350-1383 | GSM                | 1980     | 05-SB-90 | Stichting Historisch Streekvervoer Achterhoek |                                                             |            |
| 8910   | 8900-8975 | NZH                | 1980     | 40-UB-16 | Streekbusmuseum Hoeksewaard                   | Laatste complete Van Hool MB200                             |            |
| 8970   | 8900-8975 | NZH                | 1980     | 73-VB-34 | NZH-Vervoermuseum                             | Als cabriobus                                               |            |
| 6632   | 6699-6627 | VAD                | 1980     | 76-SB-76 | onbekend                                      | Toerwagen, voorheen Autobusmuseum Oudewater                 |            |
| 8797   | 8000-8899 | GSM                | 1981     | BB-21-RD | Nationaal Bus Museum                          |                                                             |            |
| 9100   | 9100-9999 | VAD                | 1981     | BD-80-DR | Carnavalsvereniging Auwt Prinse               | Cabrio                                                      |            |
| 1233   | 9100-9999 | MPK Poznań         | 1982     |          | Historische collectie Poznań                  | Voormalige Westnederland 9287                               |            |
| 9274   | 9100-9999 | Westnederland      | 1982     | BD-03-ZF | Streekbusmuseum Hoeksewaard                   | Eind 2018 grondig gerestaureerd en gecompleteerd            |            |
| 9498   | 9100-9999 | GADO               | 1983     | BG-15-KP | Noordelijk Openbaar Vervoer Museum            | Wacht op restauratie                                        |            |
| 9452   | 9100-9999 | NZH                | 1983     | BG-58-RV | NZH-Vervoermuseum                             |                                                             |            |
| 9520   | 9100-9999 | GSM                | 1983     | BG-68-PX | Stadsbus Museum Maastricht                    | Afgevoerd / sloop                                           |            |
| 9533   | 9100-9999 | VAD                | 1983     | BG-42-NP | Stichting Busmuseum                           | In restauratie                                              |            |
| 9687   | 9600-9699 | VSL                | 1984     | BJ-52-TD | NOV / Particulier                             | In restauratie                                              |            |
| 9916   | 9100-9999 | GSM                | 1985     | BN-93-RN | Stichting Standaard Streekbus                 |                                                             |            |
| 40     | 3500-3938 | Van Oeveren        | 1986     | BS-61-HT | RTM Ouddorp                                   | half KLM front, voorheen autobusmuseum Oudewater            |            |
| 36     |           | NWH                | 1986     | BR-59-TD | Busmuseum Oosterwolde                         | half KLM front, later 3585                                  |            |
| 191    |           | EMA                | 1986     | BS-84-VR | Stichting Veteraan Autobussen                 | KLM front                                                   |            |
| 3578   | 3577-3580 | DVM                | 1986     | BP-43-ND | Busmuseum van IJsseldijk                      |                                                             |            |
| 3681   | 3500-3938 | Westnederland      | 1986     | BS-57-SH | Busmuseum van IJsseldijk                      |                                                             |            |
| 3612   |           | Zuidooster         | 1986     | BP-98-XL | Stichting Historische Autobussen              |                                                             |            |
| 413    | 8300      | BBA                | 1985     | BN-28-BJ | Opleidingsbus Politie                         |                                                             |            |
| 434    | 3500-3938 | BBA                | 1987     | BX-52-HB | Busmuseum van IJsseldijk                      |                                                             |            |
| 438    | 3500-3938 | BBA                | 1987     | BX-76-JK | Openbaar Vervoer Collectie Nederland          |                                                             |            |
| 3821   | 3500-3938 | FRAM               | 1987     | BV-25-XP | Stichting Standaard Streekbus                 | half KLM front                                              |            |
| 3882   | 3500-3938 | Westnederland      | 1987     | BY-79-TK | Haags Bus Museum                              |                                                             |            |
| 3931   | 3500-3938 | VAD                | 1988     | BZ-45-GN | Stichting Veteraan Autobussen                 | half KLM front                                              |            |
| 881    | 7600-7656 | BBA                | 1988     | VB-42-JB | Stichting Veteraan Autobussen                 | Gelede uitvoering (MBG205)                                  |            |

### Volvo
| Nummer | Serie   | Bedrijf | Bouwjaar | Kenteken | Bewaard door                  | Opmerking      | Afbeelding |
| ------ | ------- | ------- | -------- | -------- | ----------------------------- | -------------- | ---------- |
| 944    | 941-955 | BBA     | 1987     | BT-34-VX | Stichting Veteraan Autobussen | half KLM front |            |